# Попов, Алексей Андреевич
Попов, Алексей Андреевич (1897, Отъяссы, Моршанский уезд, Тамбовская губерния —  1988, Краснодон) — советский шахтёр, бригадир забойщиков шахты № 2 треста «Краснодонуголь». Кавалер орденов Красной Звезды, Ленина, Трудового Знамени.

## Биография
Алексей Андреевич Попов родился в крестьянской семье в деревне Отъяссы Моршанского уезда Тамбовской губернии.
Трудовую деятельность начал в 1910 году батраком, сезонным наёмным работником. С 1913 года, в течение почти трёх лет, работал катальщиком на шахтах Донбасса, откуда был призван на империалистическую войну, служил с 1916 по 1918 годы. В революционные годы вступил в ряды Красной Армии, в которой находился с 1918 по 1921 годы. После гражданской войны работал плотником лесного хозяйства, затем с 1923 по 1925 год — зарубщиком рудника Боково-Антрацитовский Луганского округа, в 1925 году поступил на Сорокинский рудник забойщиком, вскоре был назначен начальником участка шахты № 4.
Проявив себя замечательным организатором, в 1930 году, принял участие в массовом движении за ударный, высокопроизводительный труд, и в числе одних из первых Сорокинских шахтёров был удостоен знака «Ударник». Его бригада, включившаяся в Стахановское движение, систематически перевыполняла нормы производительности труда на 300—370 процентов. За ударный труд коллектив шахты избирает Попова А. А. делегатом Первого Вседонецкого слёта стахановцев, состоявшегося 7—10 января 1936 года в городе Сталино (теперь Донецк).
В годы Великой Отечественной войны пошёл в народное ополчение, зачислен в ряды Красной армии, призванный Сосновским РВК Тамбовской области. Согласно архивным данным ЦАМО — в действующей армии с 17 марта 1942 года, в начале младший лейтенант 786 стрелкового полка 155 стрелковой дивизии, затем старший лейтенант, командир транспортной роты 1197 стрелкового полка 360 стрелковой дивизии 1-й Ударной армии Сухопутных войск РККА. За проявленные мужество и героизм в боях с немецко-фашистскими захватчиками был удостоен военного ордена Красной Звезды и медали За боевые заслуги.
После демобилизации из Советской армии в сентябре 1945 года возвратился в Краснодон. Вновь стал работать на шахте 2-4 бригадиром забойщиков. Первую послевоенную пятилетку закончил за три года. В 1961 году — знатный краснодонский стахановец, ветеран труда Алексей Андреевич Попов, вышел на пенсию по возрасту, но, по прежнему, «оставался в строю», вёл общественную работу: несколько раз избирался депутатом Краснодонского горсовета, в то же время являясь председателем уличного комитета.
Умер в 1988 году в Краснодоне, похоронен на городском кладбище.

## Награды, звания
- Орден Ленина
- Медаль Серп и Молот
- Орден Красной Звезды (22.04.1945)[5].
- Медаль «За боевые заслуги» (18.12.1944)[3].
- Орден Отечественной войны I степени (06.04.1985)[6].
- Почётный гражданин Краснодона (1964).